# Saint James's Palace

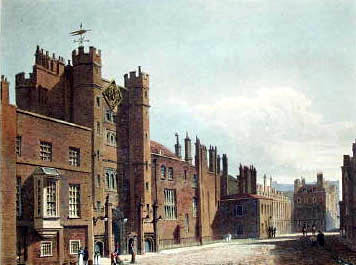
Ur W.H. Pynes The History of the Royal Residences från 1819.

Saint James's Palace, på svenska även  Saint James-palatset , (på engelska vanligen skrivet St James's Palace) är ett av Londons äldsta och mest historiska palats. Det ligger på Pall Mall, strax norr om Saint James's Park. Trots att ingen brittisk monark har bott här på nästan två sekler är det fortfarande ett av monarkens officiella residens. Av den anledningen ger det namn åt det kungliga hovet (the Court of Saint James's).

## Historia
Palatset beställdes 1530 av kung Henrik VIII, på platsen där det tidigare legat ett leprasjukhus tillägnat aposteln Jakob (Alfeus son) ("Saint James the Less"), som palatset och den näraliggande parken är uppkallat efter. Det byggdes i rött tegel i tudorstil runt fyra innergårdar. Det blev huvudresidenset för monarken i London från 1698, då Whitehall Palace förstördes i en brand, och blev kungamaktens administrativa centrum (och är det fortfarande). Drottning Maria I avled där och hennes hjärta och inälvor begravdes i palatset. Det användes som kasern under republiktiden innan det renoverades av kung Karl II, som också planlade Saint James's Park. 
Även om huset Hannover från början använde Saint James's Palace, förstördes stora delar av det 1809 vid en brand, Henrik VIII:s port var det enda större i originaltudorstil som återstod. Medan det återuppbyggdes valde Georg III att använda sig av Buckingham House – föregångaren till Buckingham Palace – som sitt Londonresidens. Saint James's Palace kom alltmer att enbart användas för formella tillställningar som officiella mottagningar, kungliga bröllop och dop. Det är på Saint James's Palace som ledamöter av Kronrådet samlas efter ett tronskifte har ägt rum för att formellt bekräfta vem som är ny monark.
Drottning Viktoria genomförde formellt flytten 1837, vilket ändade Saint James's status som monarkens primära residens. Vissa delar av palatset används dock fortfarande av den kungliga familjen och hovförvaltningen. Utländska ambassadörer ackrediteras dock fortfarande till "Court of Saint James's" ('hovet i St. James's').